# Hidrobase
Hidrobase é um aeródromo especialmente concebido para a operação de hidroaviões ou aviões anfíbios. Se a instalação tiver infraestruturas e serviços suficientemente desenvolvidos poderá ser classificada como aeroporto marítimo.

## Visão geral
Normalmente uma hidrobase situa-se à beira de um lago, de um rio ou de uma baía marítima protegida, que lhe serve de pista de amaragem e de descolagem. Mais raramente existem hidrobases cuja pista é um lago artificial especialmente concebido e construído para a descolagem e amaragem dos hidroaviões.
Na margem da pista fluvial ou marítima situam-se as instalações de apoio da hidrobase tais como cais de acostagem, aerogare, hangares, estruturas de abastecimento de combustível, etc.
A maioria das hidrobases construídas de raiz destinava-se a fins militares. Com o fim da utilização militar em larga escala do hidroavião a seguir à Segunda Guerra Mundial quase todas essas instalações deixaram de ser utilizada como hidrobase. 
Durante o apogeu das viagens aéreas intercontinentais por hidroavião, nas décadas de 1930 e 1940, foram construídas também hidrobases civis desenvolvidas - chamadas "aeroportos marítimos" - com todas as instalações necessárias para o tráfego de passageiros em larga escala. A mais famosa dessas hidrobases era a de Dinner Key, em Miami, onde estava sediada a Pan American Airways e de onde partiam os seus hidroaviões clippers que faziam as rotas do Atlântico, ligando à Europa, América do Sul e África Ocidental. A Hidrobase de Dinner Key tornou-se, na altura, o maior aeroporto do mundo. Nos pontos servidos por essas rotas, bem como pela do Pacífico, foram construídas outras hidrobases, entre as quais o Aeroporto Marítimo de Cabo Ruivo, em Lisboa e o Aeroporto Marítimo da Horta na Ilha do Faial, Açores, este último ainda em uso, possuindo plano inclinado, cais de acostagem para Hidroaviões e Terminal de passageiros, sendo servido pela Torre de Controle da Horta.
Actualmente apenas existem Hidrobases de pequenas dimensões. A maioria destina-se apenas a hidroaviões de recreio ou de desporto, dispondo de poucas estruturas de apoio e aproveitando normalmente instalações de marinas ou de clubes náuticos. Normalmente apenas dispôem do cais de acostagem e, algumas, de hangar com plano inclinado. Em alguns países com grandes superfícies aquáticas como o Canadá, em que existe um tráfego aéreo regular de passageiros e carga através de Hidroaviões, existem hidrobases com uma estrutura mais desenvolvida, que pode incluir desde terminais para passageiros até instalações de controlo de tráfego aéreo.